# Casa del cinema
La Casa del Cinema si trova a Roma, in largo Marcello Mastroianni 1, all'interno di Villa Borghese e a pochi metri da via Veneto, uno dei luoghi simbolo del cinema italiano nel mondo.

## Storia
L’idea di creare a Roma una Casa del Cinema fu sviluppata dal giornalista e manager culturale Felice Laudadio. La sede adatta fu trovata nel settembre 2001 nella Casina delle Rose di Villa Borghese, in completo stato di abbandono da ben 25 anni, grazie alla disponibilità del Comune di Roma, proprietario dell’immobile. Integralmente restaurata per un costo di 7 milioni di euro fu inaugurata dal Sindaco Walter Veltroni il 18 settembre 2004.

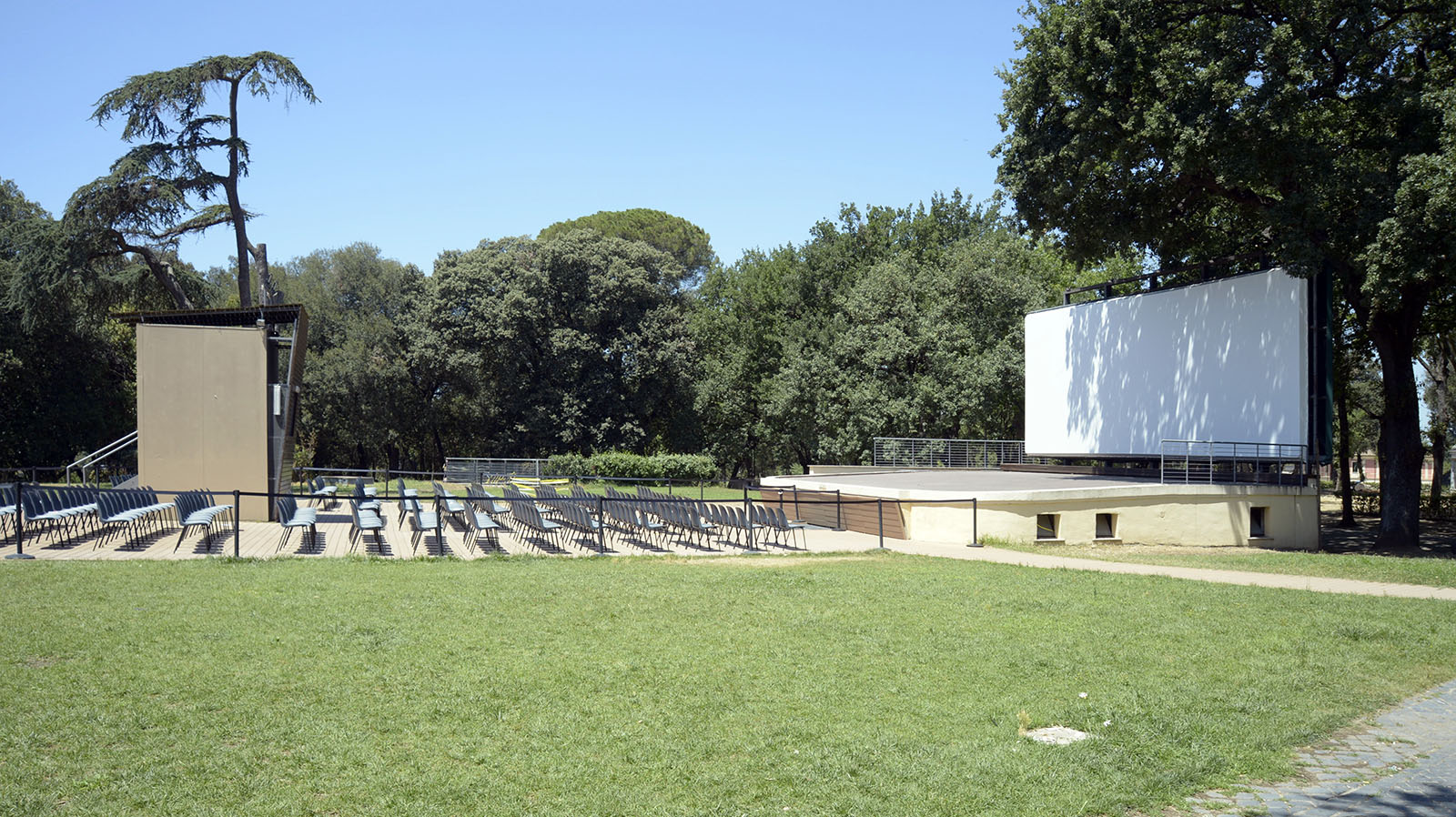
L'arena cinematografica

Felice Laudadio ha diretto la Casa del Cinema fino al 2011, Caterina D'Amico dal 2011 al 2014. Giorgio Gosetti dal 2014 al 2022.
Nel febbraio del 2011 la gestione della Casa del Cinema è stata trasferita dall’Azienda Speciale Palaexpo a Zètema Progetto Cultura. La Casa del Cinema è attualmente gestita dalla Fondazione Cinema per Roma (l'ente che produce la Festa del Cinema di Roma), subentrata nel febbraio 2023 a Zètema Progetto Cultura. Dopo una serie di interventi di restyling realizzati nei primi mesi del 2023, ha aperto in forma rinnovata il 5 maggio 2023 . La linea editoriale è attualmente curata dalla Direttrice Artistica della Fondazione Cinema per Roma, Paola Malanga.

## Caratteristiche
Dispone di tre sale per proiezioni e convegni, un teatro all'aperto per proiezioni in digitale e spettacoli dal vivo, due sale espositive e uno spazio dedicato ad attività di networking. La struttura è infine dotata di un servizio di caffetteria e un ristorante.